# Galapagos-Sturmvogel
Der Galapagos-Sturmvogel (Pterodroma phaeopygia) auch als Galapagos-Sturmtaucher bezeichnet, ist ein seltener Seevogel aus der Gattung der Hakensturmtaucher (Pterodroma).

## Verbreitung
Der Galapagos-Sturmvogel ist eine endemische Vogelart der Galapagosinseln. Er nistet in Gebieten mit hoher Luftfeuchtigkeit im Hochland auf den Inseln San Cristobal, Santa Cruz, Santiago, Floreana und Isabela.

## Aussehen
Die Vögel haben ein dunkelbraunes Obergefieder und weißes Untergefieder. Auf dem Meer sind sie von den Hawaii-Sturmvögeln (Pterodroma sandwichensis) nicht zu unterscheiden. Daher wurden sie eine Zeit lang für die gleiche Art gehalten. In der älteren Literatur wird letzterer noch unter Pterodroma phaeopygia sandwichensis angegeben, mittlerweile gelten beide als eigenständige Arten. Die Galápagos-Sturmvögel weisen keinen ausgeprägten Sexualdimorphismus auf. Jungtiere sind von den Erwachsenen kaum zu unterscheiden.

## Verhalten
Wie für einen Meeresvogel üblich, verbringen die Erwachsenen den Großteil ihres Lebens auf dem Meer, wo sie auch die Nahrung für ihre Nachkommen erbeuten. Die Jungtiere erreichen die Geschlechtsreife im Alter von fünf bis sechs Jahren und nisten von da an in der Regel einmal pro Jahr. Die Brutsaison findet für die verschiedenen Sturmvogelpopulationen zu einem unterschiedlichen Zeitpunkt statt.  In Santa Cruz und Santiago beginnt die Saison von März bis Januar, auf Isabela von Ende April bis Januar, auf Floreana von Oktober bis August und auf San Cristobal von Mai bis Oktober. Wenn die Brutsaison beginnt, kehren sie zu ihren großen Kolonien zurück, die sich auf den Hochebenen der Galápagos-Inseln befinden.

## Gefährdung
Der Galapagos-Sturmvogel ist aufgrund invasiver Arten vom Aussterben bedroht (critically endangered). Die Sturmvogelpopulationen werden durch eingeschleppte Säugetiere stark beeinträchtigt. Die eingeschleppten Ratten, Katzen, Hunde, Schweine, Ziegen, Esel und Rinder erbeuten und zerstören die Brutkolonien auf den Inseln. Die Einführung der Hausratte ist eine der Hauptursachen für die erhöhte Sterblichkeit von Eiern und Jungtieren. Weiterhin haben eingeschleppte Pflanzen das Nisthabitat grundlegend verändert und eingeschränkt. Die Population ist stark rückläufig, derzeit wird der Bestand auf etwa 6000–15000 Individuen geschätzt.

## Galerie

Verbreitungsgebiet
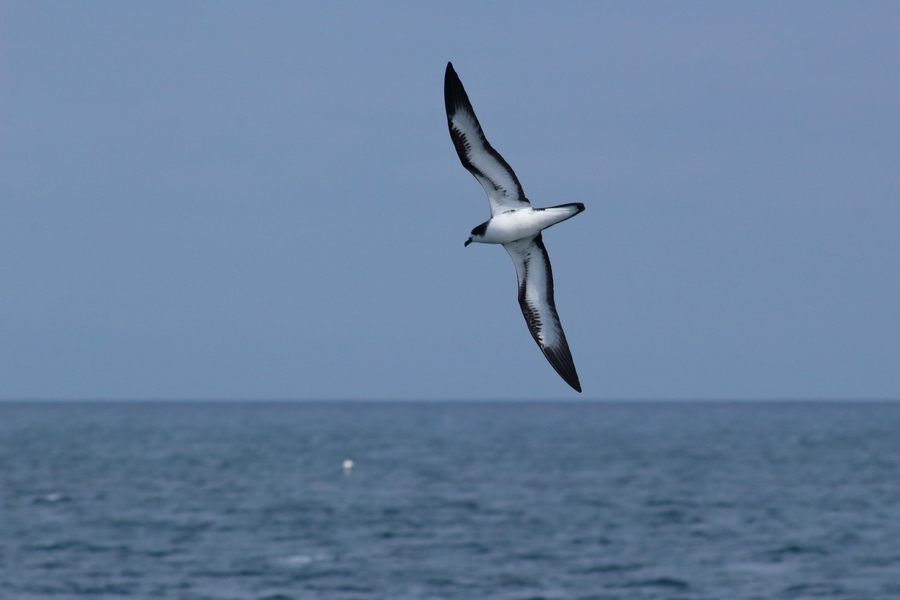
Im Flug in der Nähe von San Cristóbal
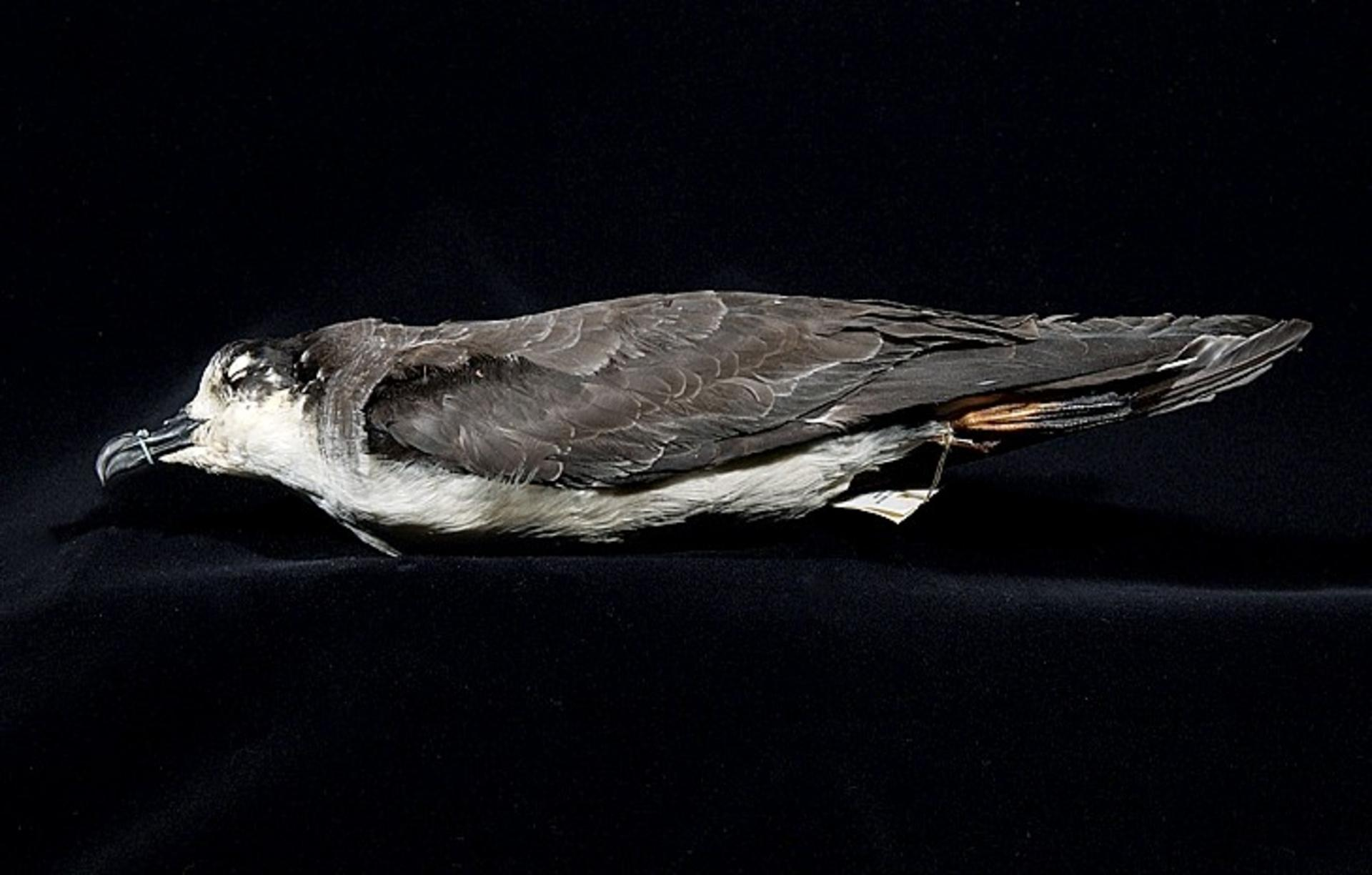
Jungtier
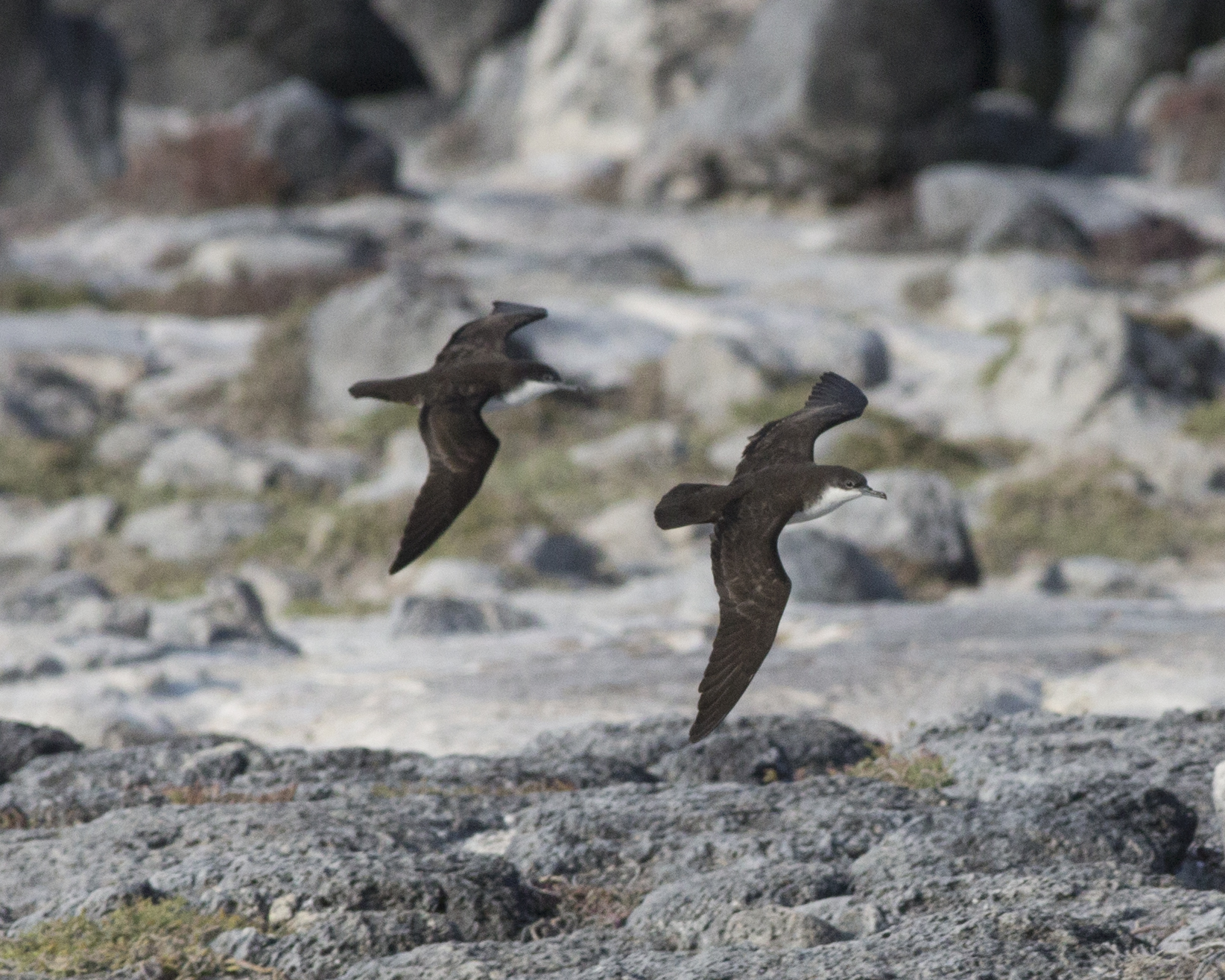
Zwei Galapagos-Sturmvögel auf Plaza Sur
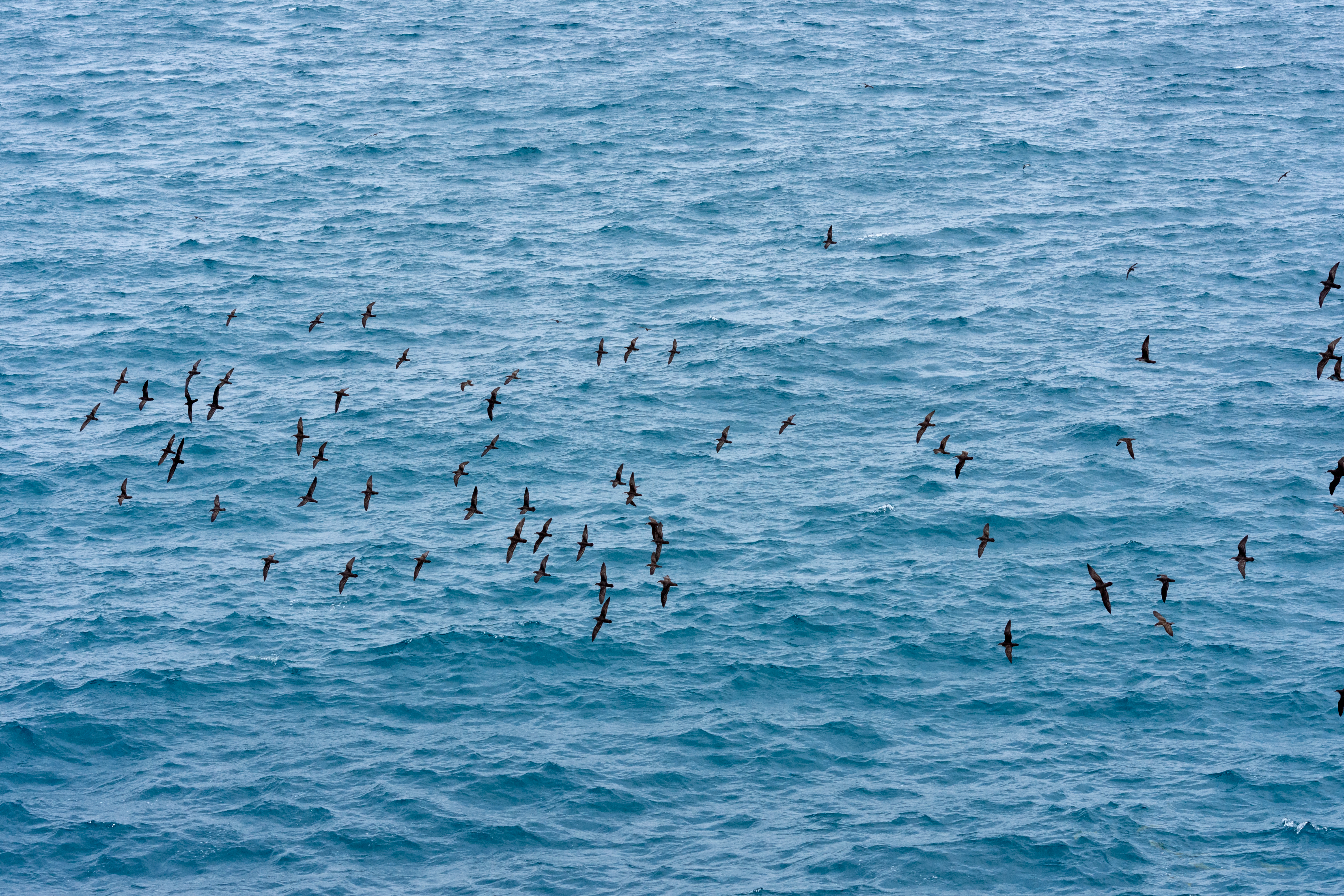
Sturmvogelpopulation auf Plaza Sur